# Бен Хокин
Бенџамин Томас Хокин Брускети (енгл. Benjamin Thomas Hockin Brusquetti; Баранкиља, 27. септембар 1986) британско-парагвајски је пливач чија специјалност су трке делфин и слободним стилом. За репрезентацију Парагваја такмичи се од 2010. године.
Током каријере наступио је на бројним светским и континенталним првенствима, те на олимпијским играма у Пекингу 2008, Лондону 2012. и Рију 2016. године. На Играма у Лондону је носио заставу Парагваја на церемонији свечаног отварања.
Његов млађи брат Чарлс је такође пливач и репрезентативац Парагваја.

## Спортска каријера
По оцу Енглез, по мајци Парагвајац, Хокин је одрастао у Парагвају, док је професионалну пливачку каријеру започео у Енглеској. Први запаженији наступ на међународној сцени имао је 2008. у Манчестеру, на светском првенству у пливању у малим базенима, где је био члан британских штафета мешовитим и слободним стилом 4×100 метара. Исте године успео је да се избори за место у британском олимпијском тиму за ЛОИ 2008. у Пекингу где је пливао за штафету 4×100 слободно која је у финалу заузела укупно осмо место. Након Олимпијских игара Хокин је одлучио да промени спортско држављанство и да будућности наступа за Парагвај.
Хокин је дебитовао за Парагвај у марту 2010. на Јужноамеричким играма у Медељину где је освојио три сребрне и једну бронзану медаљу. Међутим, како није следио званичну процедуру током промене спортског држављанства, ФИНА је суспендовала Хокина из међународних такмичења на једну годину. Након истека суспензије враћа се на међународна такмичења својим дебитантским наступом на светским првенствима у Шангају 2011. У септембру исте године носио је заставу Парагваја на церемонији свечаног отварања Панамеричких игара које су те године одржане у мексичкој Гвадалахари. У Гвадалахари је Хокин освојио бронзану медаљу у трци на 200 слободно.
Заставу своје земље носио је и на дефилеу нација током отварања ЛОИ 2012. у Лондону. На својим другим олимпијским играма у каријери, Хокин се такмичио у три дисциплине — 100 и 200 слободно (32. и 26. место) и 100 делфин (36. место).
Хокин се такмичио и на светским првенствима у Барселони 2013, Казању 2015, Будимпешти 2017. и Квангџуу 2019, а ни на једном од првенстава није успео да прође квалификације и избори се за наступ у полуфиналу или финалу.
Трећи наступ на Олимпијадама имао је у Рију 2016. где је наступио у трци на 100 слободно коју је окончао на 44. месту у квалификацијама.